# Bo Ljungberg
Bo Ljungberg   (21 de novembre de 1911 - Jönköping, 19 de març de 1984) va ser un atleta suec, especialista en el salt de perxa i triple salt, que va competir durant la dècada de 1930.
El 1936 va prendre part en els Jocs Olímpics d'Estiu de Berlín, on disputà dues proves del programa d'atletisme. Fou sisè en la prova del salt de perxa, mentre en el triple salt fou divuitè.
En el seu palmarès destaquen dues medalles de plata en la prova del salt de perxa al Campionat d'Europa d'atletisme, el 1934, rere Gustav Wegner, i el 1938, rere Karl Sutter. També guanyà una medalla d'or i una de bronze als International University Games, precedent de l'actual Universiada.
El 1935 millorà el rècord nacional del salt de perxa el 1935 amb un salt de 4,15 metres. El rècord fou vigent fins al 1946, quan Lars Andrén superà els 4,16 metres.

## Millors marques
- Salt amb perxa. 4,15 metres (1935)
- Triple salt. 14,73 metres (1934)[6]